# Amphiscolops bermudensis
Amphiscolops bermudensis är en plattmaskart som beskrevs av Libbie Henrietta Hyman 1939. Amphiscolops bermudensis ingår i släktet Amphiscolops och familjen Convolutidae. Inga underarter finns listade i Catalogue of Life.